# Les Épisodes
Les Épisodes est une revue littéraire indépendante créée en 1997 à Paris par un groupe d'amis sans expérience éditoriale préalable. Le revue paraît pendant 7 ans, de 1997 à 2003.

## Parcours
À raison de trois numéros par an, elle s’est attachée à publier des textes de fiction contemporaine, nouvelles, lettres, poèmes ou textes critiques. Les choix éditoriaux se fondaient moins sur des préférences thématiques que sur la qualité d’une écriture. Un grand nombre d'auteurs contemporains connus et moins connus, des auteurs vivants ou décédés, français ou étrangers, ont été publiés. 
La revue a publié 18 numéros, de juin 1997 à novembre 2003, à raison de 500 exemplaires de moyenne pour monter par exemple à 900 exemplaires pour le numéro 4 consacré à Jim Harrison. 
Connaissant la difficulté à faire vivre financièrement une revue littéraire, les fondateurs avaient choisi comme épigraphe : « Il vaut mieux danser au son de la double flûte que conquérir le monde pour faire rentrer l’argent », citant D. H. Lawrence, d'une phrase de son livre Promenades étrusques. 